# Serra de Feixes
La Serra de Feixes és una serra situada als municipis de la Llacuna i Orpí (Anoia), amb una elevació màxima de 768 metres.